# Herman IV (margrabia Badenii)
Herman IV (ur. ok. 1135, zm. 13 września 1190 pod Antiochią) – margrabia Badenii od 1160 z rodu Zähringen.

## Życiorys
Herman IV był jedynym synem margrabiego Badenii Hermana III i Berty, prawpodobnie córki księcia Górnej Lotaryngii Szymona I. Pierwszy raz wzmiankowany w 1152 r. W 1160 r. po śmierci ojca objął jego księstwo. Podobnie jak ojciec był wiernym stronnikiem Hohenstaufów. Uczestniczył w wyprawach włoskich Fryderyka I Barbarossy, w tym w oblężeniu i zniszczeniu Mediolanu oraz bitwie pod Legnano. U boku Fryderyka wyruszył także na III wyprawę krzyżową, podczas której poległ pod Antiochią.

## Rodzina
Był żonaty z Bertą, prawdopodobnie córką Ludwika z Tybingi. Mieli kilkoro dzieci, w tym:
- Herman V, następca Hermana jako margrabia Badenii,
- Henryk, hrabia Hachberg-Sausenberg,
- Fryderyk,
- Gertruda, żona hrabiego Dagsburga Albrechta II.